# Glenn D'Hollander
Glenn D'Hollander (Sint-Niklaas, 28 de desembre de 1974) és un ciclista belga, professional entre 1996 i 2010. En el seu palmarès destaca el Tour de la Regió Valona de 2001.

## Palmarès
- 1992
  -  Campió de Bèlgica en contrarellotge individual junior
- 1995
  - 1r al Gran Premi Criquielion (Beyne-Heusay)
  - Vencedor d'una etapa del Tríptic de les Ardenes
  - Vencedor d'una etapa del Tour de la Regió Valona
  - Vencedor d'una etapa de la Volta a Àustria
- 1996
  - 1r a la Copa Sels
  - Vencedor d'una etapa de la Volta a Àustria
- 1997
  - Vencedor d'una etapa del Tour de la Regió Valona
- 1999
  - Vencedor d'una etapa del Circuito Montañés
- 2001
  - 1r al Tour de la Regió Valona i vencedor d'una etapa
  - Vencedor d'una etapa de la Uniqa Classic
- 2002
  - Vencedor d'una etapa de l'Étoile de Bessèges

### Resultats al Giro d'Itàlia
- 2001. Abandona (8a etapa)